# Sulfamidă

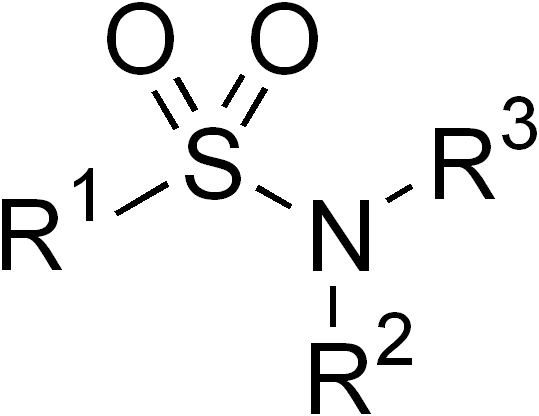
Structura generală a sulfonamidelor

Sulfamidele (denumite și sulfanilamide sau sulfonamide antibacteriene) reunesc o clasă de antibiotice sintetice (chimioterapice) bacteriostatice și cu spectru larg, în a căror structură se regăsește grupa funcțională sulfonamidă. Acești compuși pot fi considerați a fi derivați substituiți la azotul amidic de sulfanilamidă, care este unul dintre primele antimicrobiene descoperite.
Majoritatea sulfamidelor antibacteriene sunt derivați ai acidului p-aminobenzensulfonic. Această clasă de substanțe medicamentoase a avut cel mai mare succes chimioterapeutic datorită ridicatei activități antimicrobiene și spectrului larg de acțiune asupra cocilor gram-pozitivi și gram-negativi. Acest grup de medicamente chimioterapice are acțiune în general bacteriostatică (dar în concentrații mari ele devin bactericide), împiedică înmulțirea și scade vitalitatea microorganismelor și astfel cauzează moartea lor. În deceniul care a urmat descoperirii sulfamidei au fost sintetizate și cercetate peste 5400 de substanțe.  
Unele sulfamide prezintă și o acțiune diuretică, hipoglicemiantă și inhibă anhidraza carbonică. Există și formulări medicamentoase contra coccidiozei, de uz veterinar, contra bolii păsărilor de casă (pui de găini, pui de curcan, fazan), a oilor, bovinelor sau a iepurilor. 

## Istoric
Sulfamidele sunt primele antibiotice cu spectru larg descoperite înaintea penicilinei. Medicul și bacteriologul german laureat cu premiul Nobel (1939) Gerhard Domagk (1895-1964) a descoperit Prontosilul (sulfamidocrizoidina), prima sulfamidă care avea un spectru antibiotic restrâns. De aceea prontosil a fost folosit ulterior în combinație cu trimetoprimul (C14H18N4O3) în raport de 5:1.

## Utilizări medicale și mecanism

### Antimicrobiene
Odată ajunse în interiorul celulei bacteriene, moleculele de sulfonamide antibacteriene se comportă ca inhibitori competitivi ai dihidropteroat-sintetazei (DHPS), care este o enzimă implicată în biosinteza folaților. Astfel, mecanismul de acțiune imprimă un efect bacteriostatic și de inhibare al creșterii și multiplicării bacteriilor, însă sulfamidele nu duc la moartea bacteriilor. Spre deosebire de bacterii, la om aportul de acid folic (vitamina B9) se realizează prin dietă.

Asemănarea structurală dintre o sulfamidă (stânga) și PABA (centru) reprezintă baza activității de inhibare a biosintezei de tetrahidrofolat (dreapta).

## Clasificare

### Antimicrobiene
Durată scurtă
- Sulfacetamidă
- Sulfadimidină
- Sulfafenazol
- Sulfafurazol (sulfizoxazol)
- Sulfanilamidă
- Sulfametizol
- Sulfizomidină
- Prontosil

Durată intermediară
- Sulfadiazină
- Sulfametoxazol
- Sulfamoxol
- Sulfanitran
- Sulfapiridină
- Sulfatiazol
- Ftalilsulfatiazol

Durată lungă
- Sulfadimetoxină
- Sulfametoxipiridazină
- Sulfametoxidiazină

Durată foarte lungă
- Sulfadoxină
- Sulfametopirazină

Promedicamente
- Sulfasalazină (salazosulfapiridină)

### Diuretice
- Acetazolamidă
- Furosemid
- Hidroclorotiazidă
- Indapamidă